# Batucada
Batucada, ook wel batuque genoemd, is een subgenre van samba afkomstig uit Brazilië.
Het subgenre werd aldaar geïntroduceerd door Afrikaanse slaven en wordt gekenmerkt door zijn repetitieve stijl en snelle tempo. Batucada wordt onder meer door grote percussiegroepen gespeeld tijdens het Braziliaanse carnaval.